# Station Oppenheim
Station Oppenheim is een spoorwegstation in de Duitse plaats Oppenheim. Het station werd in 1853 geopend.